# Stokesia laevis
Stokesia laevis Greene, 1893 è una specie di pianta angiosperma dicotiledone della famiglia delle Asteraceae.  Stokesia laevis è anche l'unica specie del genere  Stokesia   L'Hér., 1789. Il genere Stokesia è anche l'unico genere della sottotribù Stokesiinae H. Rob., 1999.

## Etimologia
Il nome "generico" (Stokesia) è stato dato in onore del botanico e medico inglese Jonathan Stokes (1755-1831), quello "specifico" (laevis = liscio in latino) fa riferimento all'habitus della pianta.
Il nome scientifico della specie è stato definito dai botanici John Hill (1716-1775) e Edward Lee Greene (1843-1915) nella pubblicazione "Erythea; a Journal of Botany, West American and General. Berkeley, CA" (Erythea 1: 3) del 1893. Il genere è stato definito dal magistrato e botanico francese Charles Louis L'Héritier de Brutelle  (1746-1800) nella pubblicazione "Sertum Anglicum: seu Plantae Rariores quae in Hortis juxta Londinum, Imprimis in Horto Regio Kewensi Excoluntur, ab Anno 1786 ad Annuum 1787 Observatae. Paris" (Sert. Angl. [1]: 27) nel 1789. La sottotribù è stata definita dal botanico americano contemporaneo Harold Ernest Robinson (1932 -) nella pubblicazione "Proceedings of the Biological Society of Washington" del 1999.

## Descrizione

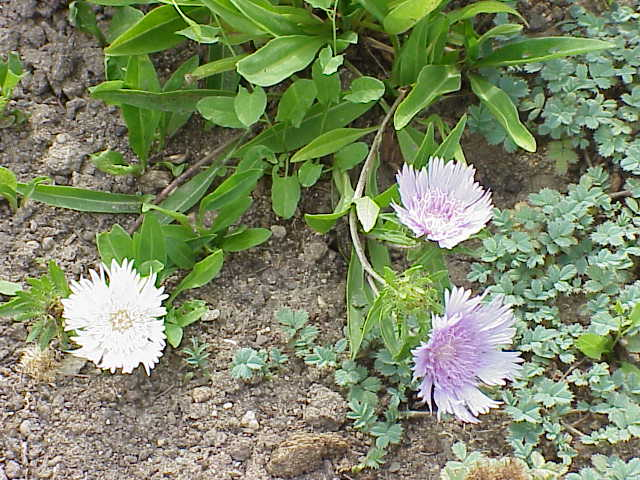
Le foglie e il portamento della pianta

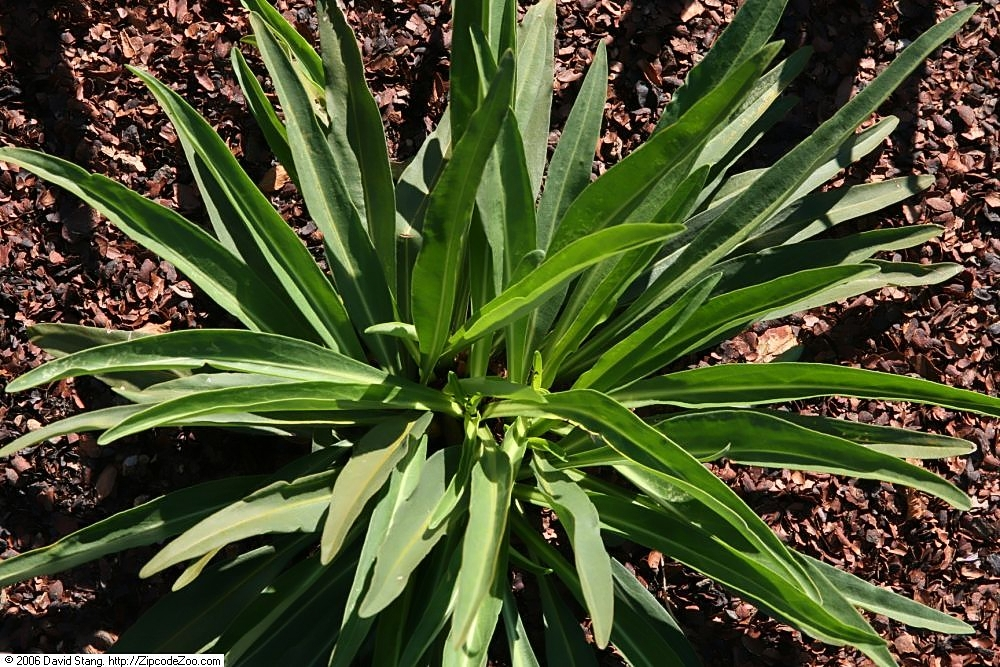
Le foglie

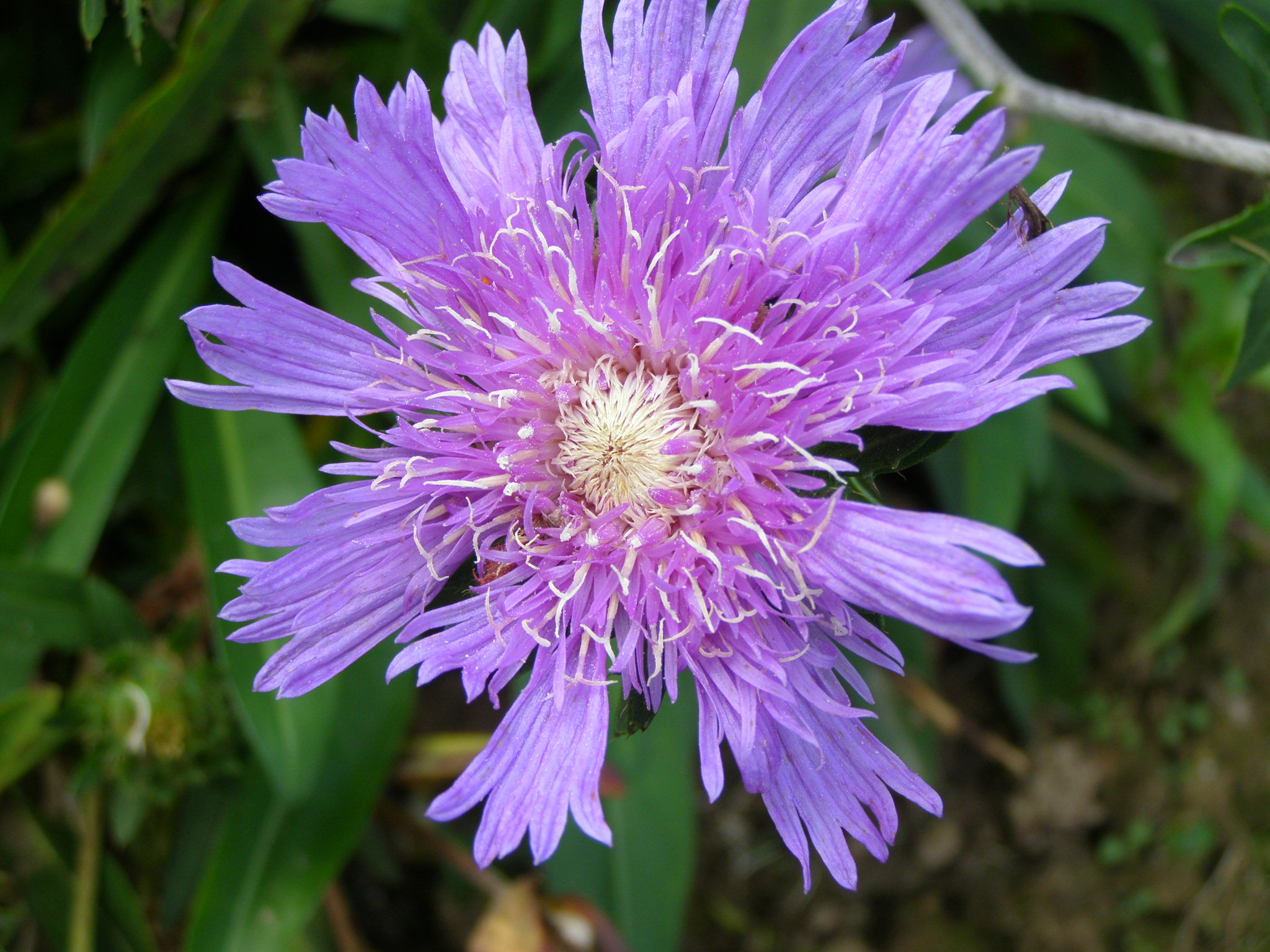
L'infiorescenza

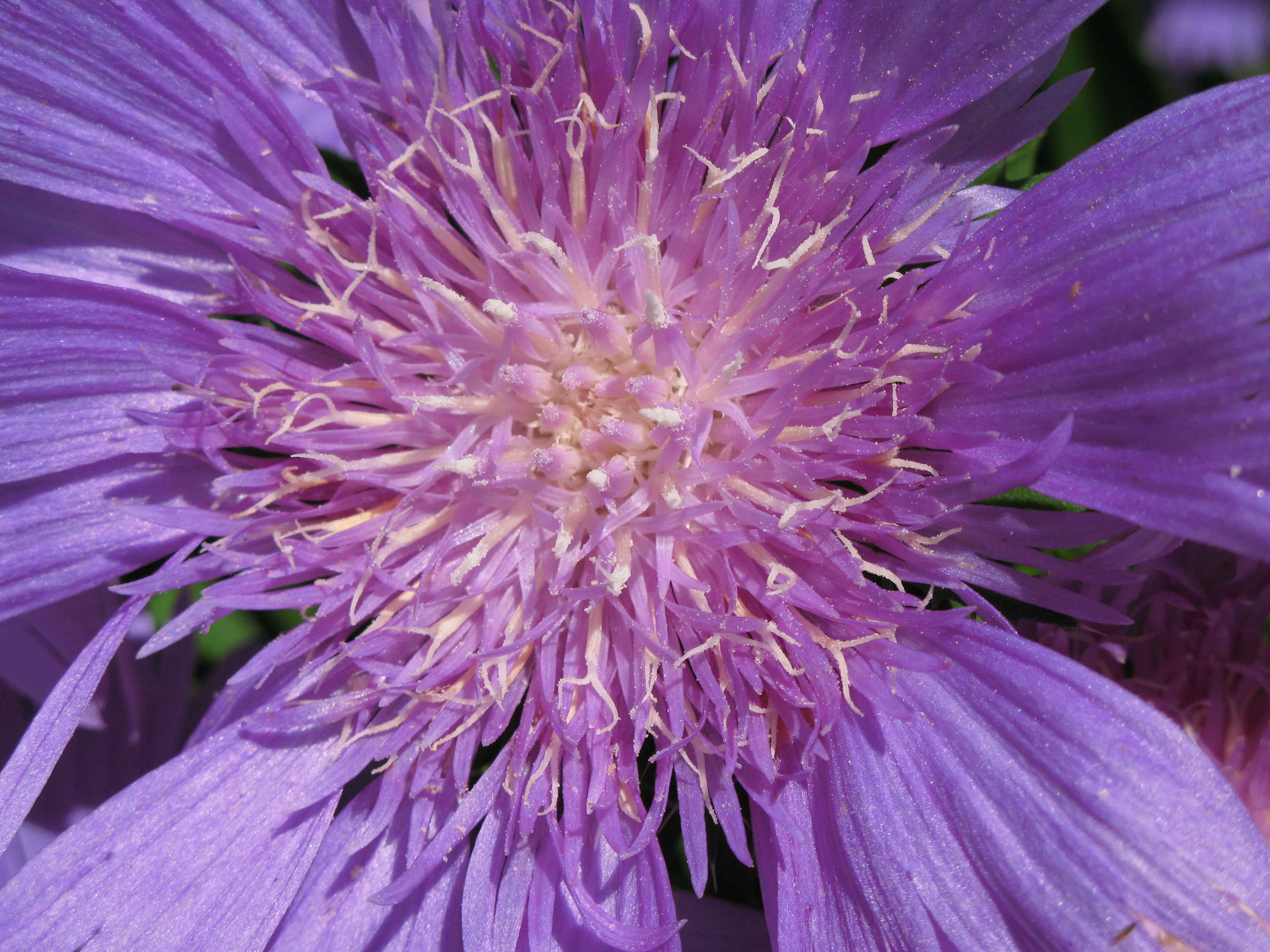
I fiori

Le piante di questa specie sono delle erbe perenni provviste di peli semplici o aracnoidi per lo più sugli steli. Possono arrivare ad una altezza compresa tra 2 e 5 dm. Gli organi interni di queste piante contengono lattoni sesquiterpenici.
Le foglie, picciolate (lunghezza del picciolo: 3 – 12 cm), sono per lo più basali, quelle lungo il caule sono disposte in modo alternato e sessile. La lamina ha delle forme da ovate a lanceolate oppure lanceolato-lineari. Le facce sono glabre. Le venature sono di tipo pennato. Dimensione delle foglie inferiori: larghezza 1 – 5 cm; lunghezza 8 – 15 cm. Dimensione delle foglie superiori: larghezza 1 – 3 cm; lunghezza 5 – 12 cm.
Le infiorescenze sono formate da capolini solitari, peduncolati; eventualmente sono raggruppati in lasse cime. I capolini sono composti da un involucro emisferico formato da 40 - 50 brattee embricate su 3 -4 serie che fanno da protezione al ricettacolo sul quale s'inseriscono i fiori. Le brattee dell'involucro sono persistenti; quelle esterne sono di tipo filiforme con margini spinulosi. Il ricettacolo è privo di pagliette. Diametro dei capolini: 6 – 12 cm. Dimensione dell'involucro: larghezza 25 – 45 mm; lunghezza 25 – 45 mm. Lunghezza delle brattee esterne: 15 – 35 mm. Lunghezza delle brattee interne: 10 – 15 mm.
I fiori, da 60 a 70 per ogni capolino, sono tetra-ciclici (ossia sono presenti 4 verticilli: calice – corolla – androceo – gineceo) e pentameri (ogni verticillo ha in genere 5 elementi). I fiori sono inoltre ermafroditi e actinomorfi (raramente possono essere zigomorfi).
- Formula fiorale:

*/x K {\displaystyle \infty }, [C (5), A (5)], G 2 (infero), achenio
Calice: i sepali del calice sono ridotti ad una coroncina di squame.
Corolla: il colore della corolla è bluastro (ma anche bianca) di tipo liguliforme. Lunghezza delle corolle esterne: 15 – 25 mm. Lunghezza delle corolle interne: 12 – 15 mm.
Androceo: gli stami sono 5 con filamenti liberi e distinti, mentre le antere sono saldate in un manicotto (o tubo) circondante lo stilo. Le antere sono glabre (specialmente le appendici) e prive di ghiandole; la base è arrotondata. Il polline è tricolporato (con tre aperture sia di tipo a fessura che tipo isodiametrica o poro) e la parte più esterna dell'esina è sollevata a forma di creste e depressioni (polline "lophato").
Gineceo: lo stilo è filiforme, provvisto di ghiandole e privo di nodi basali. Gli stigmi dello stilo sono due divergenti. La pubescenza è formata da peli appuntiti. L'ovario è infero uniloculare formato da 2 carpelli. Gli stigmi hanno la superficie stigmatica interna.
I frutti sono degli acheni con pappo. Gli acheni, con 3 - 4 coste ghiandolose, sono provvisti di rafidi, ma sono privi di fitomelanina. Il pappo è formato da 4 - 5 scaglie decidue. Lunghezza dell'achenio: 8 – 12 mm.

## Biologia
- Impollinazione: l'impollinazione avviene tramite insetti (impollinazione entomogama tramite farfalle diurne e notturne).
- Riproduzione: la fecondazione avviene fondamentalmente tramite l'impollinazione dei fiori (vedi sopra).
- Dispersione: i semi (gli acheni) cadendo a terra sono successivamente dispersi soprattutto da insetti tipo formiche (disseminazione mirmecoria). In questo tipo di piante avviene anche un altro tipo di dispersione: zoocoria. Infatti gli uncini delle brattee dell'involucro si agganciano ai peli degli animali di passaggio disperdendo così anche su lunghe distanze i semi della pianta.

## Distribuzione e habitat
Le piante di questa specie sono distribuite nella parte sud-orientale degli Stati Uniti. L'habitat preferito sono le radure boschive (pinete umide e avvallamenti), le paludi e in generale le zone umide, le savane e i fossati per lo più lungo le pianure costiere fino ad una quota di 100 m s.l.m.. Fioriscono da giugno a settembre.

## Tassonomia
La famiglia di appartenenza di questa voce (Asteraceae o Compositae, nomen conservandum) probabilmente originaria del Sud America, è la più numerosa del mondo vegetale, comprende oltre 23.000 specie distribuite su 1.535 generi, oppure 22.750 specie e 1.530 generi secondo altre fonti (una delle checklist più aggiornata elenca fino a 1.679 generi). La famiglia attualmente (2021) è divisa in 16 sottofamiglie.

### Filogenesi
Le piante di questo gruppo appartengono alla tribù Vernonieae Cass. della sottofamiglia Vernonioideae Lindl.. Questa classificazione è stata ottenuta ultimamente con le analisi del DNA delle varie specie del gruppo. Da un punto di vista filogenetico in base alle ultime analisi sul DNA la tribù Vernonieae è risultata divisa in due grandi cladi: Muovo Mondo e Vecchio Mondo. I generi di Stokesiinae appartengono al clade relativo all'America.
Da un punto di vista filogenetico la sottotribù si è separata precocemente dal resto della tribù: si trova più o meno in una posizione "basale" tra le sottotribù Gymnantheminae e Centrapalinae.
La sottotribù, e quindi i suoi generi, si distingue per i seguenti caratteri (gli ultimi tre caratteri sono unici per la tribù):
- i capolini sono singoli su lunghi peduncoli;
- la corolla è liguliforme;
- lo stilo è ghiandoloso;
- il numero cromosomico è 2n=14.

La specie di questa voce presenta il seguente numero cromosomico: 2n = 14.
Il basionimo per questa specie è: Carthamus laevis Hill.

### Sinonimi
I sinonimi della specie sono:
- Cartesia centauroides Cass.
- Carthamus cyaneus Banks ex Steud.
- Stokesia cyanea L'Hér.
- Carthamus laevis Hill

I sinonimi del genere sono:
- Cartesia Cass., 1816